# Microcylloepus thermarum
Microcylloepus thermarum là một loài bọ cánh cứng trong họ Elmidae. Loài này được Darlington miêu tả khoa học năm 1928.